# Teddy Andreadis
Teddy Andreadis, detto Zig Zag (Perth Amboy, 19 ottobre 1962), è un tastierista statunitense.

## Biografia
Nato da genitori greci a Perth Amboy, nel New Jersey, iniziò a suonare a tre anni, dopo che il padre gli aveva comprato la prima fisarmonica. Negli anni seguenti Andreadis si cimentò anche con tastiera, chitarra ed armonica a bocca, e presto affiancò anche musicisti come Bruce Springsteen e Southside Johnny.
Nel corso degli anni ha guadagnato una certa reputazione come tastierista rock, oltre che come suonatore d'armonica ed arrangiatore musicale. Nel 1999 è stato votato “tastierista dell'anno” dagli L.A. Music Awards. Dopo l'uscita nel 1996 di un suo album, Innocent Loser, Andreadis ha collaborato con molti altri artisti celebri. Oltre a cantare, ha suonato organo, pianoforte, sintetizzatore ed armonica in tre album con Carole King. Ha anche suonato le tastiere nell'ultimo lavoro dei Boneshakers, ed ha collaborato con Chuck Berry, Bo Diddley ed Alice Cooper.
Attualmente vive a Los Angeles con la moglie Lisa Goich, ex comica e produttrice del programma radiofonico di Detroit The Mitch Albom Show.

## Guns N' Roses
Andreadis ha collaborato con alcuni ex componenti dei Guns N' Roses: tra questi vi sono Slash, per il primo album degli Slash's Snakepit It's Five O'Clock Somewhere, e l'altro ex chitarrista Gilby Clarke per molti suoi lavori.
Andreadis ha partecipato nel album Slash di Slash disponibile nel febbraio 2010.

## Video musicali, colonne sonore, apparizioni televisive
È stato presente in alcuni video musicali, tra cui si ricordano quelli per: “Give In To Me” di Michael Jackson; “November Rain”, “Yesterdays”, “Garden of Eden” ed “Estranged” dei Guns N' Roses, “In Concert” di Carole King e “Brutal Planet” di Alice Cooper.
Andreadis ha anche lavorato in alcune colonne sonore, per i film I'm Gonna Get You Sucka, Tapeheads e Breakfast. Tra le sue apparizioni televisive vi sono quelle a Full House, Late Night with David Letterman, The Tonight Show with Jay Leno, gli MTV Video Music Awards con i Guns N' Roses e Three Sisters della NBC.

## Concerti
Con i Guns N' Roses ha partecipato allo Use Your Illusion Tour dal 1991 al 1993, ed è apparso nei due DVD Use Your Illusion I e II , dai filmati registrati a Tokyo nel 1992. Andreadis è stato in tour anche con Carole King, Alice Cooper, Beth Hart, Billy Bob Thornton, Bruce Willis, Peter Stormare, Jeff “Skunk” Baxter, the Boxing Gandhi's, Gilby Clarke, Slash's Blues Ball e Duff McKagan solista.
A Los Angeles si esibisce ogni settimana in una jam session, al locale di Hollywood Baked Potato, con il suo gruppo The Screaming Cocktail Hour. La band è molto seguita da personaggi celebri quali Steve Winwood, Joe Sample, Patrick Moraz, Steve Lukather, Mike Landau, John Stamos, Matt Sorum, Gilby Clarke, Jason Bonham, Glen Hughes, Carole King, Drew Barrymore, Keanu Reeves, Howard Leese, Joe Lyn Turner, Bob Daisley, Ace Frehley, Eric Singer, Randy Castillo e Mike Inez.
Andreadis continua a sostenere concerti e sessioni nella zona di Los Angeles, e tuttora collabora con molte band locali.

## Album solista
Nel 1996 pubblicò l'album Innocent Loser, a cui collaborarono anche gli ex Guns N' Roses Slash, Duff McKagan e Matt Sorum, i batteristi Greg Bissonette e Pat Torpey, il chitarrista dei Toto Steve Lukather e Carole King.
Il disco fu prodotto da Lanny Cordola, ed era suonato con strumenti di vario tipo e più o meno esotici. I brani erano, in buona parte, incentrati anche su tematiche a sfondo sociale (“Raglan”, “Shotgun Shack”).